# Raach am Hochgebirge
Raach am Hochgebirge è un comune austriaco di 291 abitanti nel distretto di Neunkirchen, in Bassa Austria. Tra il 1971 e il 1985 è stato accorpato al comune di Otterthal.

## Monumenti e luoghi d'interesse
- Castel Wartenstein